# Opowieści o detektywie
Opowieści o detektywie (Detective Story) – amerykański film noir z 1951 roku, będący adaptacją sztuki Sidneya Kingsleya.

## Główne role
- Kirk Douglas jako detektyw James 'Jim' McLeod
- Eleanor Parker jako Mary McLeod
- William Bendix jako detektyw Lou Brody
- Cathy O’Donnell jako Susan Carmichael
- George Macready jako dr Karl Schneider
- Lee Grant jako złodziejka
- Horace McMahon jako sierżant Monaghan
- Gladys George jako panna Hatch
- Joseph Wiseman jako Charly Gennini
- Craig Hill jako Arthur Kindred
- Michael Strong jako Lewis Abbott
- Gerald Mohr jako Tami Giacoppetti
- Frank Faylen jako detektyw Gallagher